# Lignerolles (Côte-d’Or)
Lignerolles település Franciaországban, Côte-d’Or megyében. Lakosainak száma 57 fő (2022. január 1.). Lignerolles Dancevoir, La Chaume, Les Goulles és Aubepierre-sur-Aube községekkel határos.

## Népesség
A település népességének változása:
| Lakosok száma | 63   | 62   | 48   | 56   | 50   | 48   | 50   | 54   | 55   | 57   |
|               | 1968 | 1982 | 1990 | 2006 | 2013 | 2015 | 2017 | 2019 | 2020 | 2022 |